# Quảng trường Merdeka, Jakarta
Quảng trường Merdeka (tiếng Indonesia: Medan Merdeka hoặc Lapangan Merdeka) là một quảng trường lớn nằm ở trung tâm thủ đô Jakarta, Indonesia. Có diện tích một km2, nếu bao gồm các lĩnh vực xung quanh trong Quảng trường Merdeka, nó được coi là một trong những quảng trường lớn nhất trên thế giới. Với 75 ha, nó lớn hơn năm lần so với Quảng trường Thiên An Môn và gấp 12 lần so với Quảng trường Concorde.
Tại trung tâm của nó là Đài tưởng niệm Quốc gia, thường được gọi là Monas (Monumen Nasional). Quảng trường lát đá bao quanh tượng đài thường tổ chức các sự kiện quốc gia như diễu hành quân sự, cũng như các cuộc biểu tình dân sự. Bao quanh Đài tưởng niệm bây giờ là một công viên với một đài phun nước âm nhạc ở phía đông, và một chuồng hươu tại đó hươu nai lang thang giữa những tán cây râm mát ở góc đông nam. Quảng trường là một điểm đến phổ biến cho người Jakarta cho thể thao và giải trí đặc biệt là vào cuối tuần.
Nó được bao quanh bởi các tòa nhà chính phủ quan trọng như Cung điện Merdeka, Bảo tàng Quốc gia Indonesia, Nhà thờ Jakarta, Tòa án Tối cao và các bộ khác nhau của chính phủ. Trong thời kỳ thuộc thuộc địa Đông Ấn Hà Lan, quảng trường được gọi là Koningsplein (quảng trường của nhà vua). Merdeka là từ tiếng Indonesia cho tự do hoặc độc lập.